# Julia Nyssens
Pour les articles homonymes, voir Nyssens.
Julia Nyssens (née Julia Dussart à Monceau-sur-Sambre le 28 février 1931 et morte à Bruxelles le 28 septembre 2004) était une militante belge de lutte contre les sectes.
Avocate de formation attachée aux barreaux de Bruxelles et d'Élisabethville, elle est la fondatrice en 1976 de l'Association de défense de l'individu et de la famille (ADIF). Elle a été auditionnée par la Commission parlementaire belge relative aux sectes en 1997, et a été aussi très active au sein du Centre d'information et d'avis sur les organisations sectaires nuisibles (CIAOSN), centre fédéral belge chargé de l'étude du  phénomène des organisations sectaires nuisibles en Belgique ainsi que leurs liens internationaux, créé par la loi du  2 juin 1998 donnant suite à une des recommandations de l'enquête parlementaire « visant à élaborer une politique en vue de lutter contre les pratiques illégales des sectes et le danger qu'elles représentent pour la société et pour les personnes, particulièrement les mineurs d'âges ».
Elle est morte le 28 septembre 2004 à l'âge de 73 ans.